# Audunbakkenfestivalen
Audunbakkenfestivalen, eller også bare Audunbakken som den ofte omtales som, er en lille festival som holder til i Disenå i Sør-Odal kommune i Norge, 3 mil fra Kongsvinger og 7 mil fra Oslo. Festivalområdet befinder sig oppe i skoven overfor Disenå Idrætsplads. Festivalen blev første gang arrangeret i 2003 i festivalchefen og grundlæggeren Audun Hansens have, før den året efter flyttede op til den plads hvor den siden har fundet sted. Audunbakkenfestivalen strækker sig over to dage, og arrangeres som oftest i begyndelsen af august. Festivalen bliver af de fleste betegnet som en rockfestival. I 2005 blev festivalen kåret til Norges tredje bedste festival af Norsk Rockforbund.

## Historien bag navnet
Da festivalgundlæggeren og -chef Audun Hansen boede hjemme hos sine forældre var huset det øverste og eneste hus på bakken hvor de boede. Denne bakke blev ofte brugt af andre børn som boede tæt på, til at kælke på om vinteren. Disse børn kaldte derfor denne bakke for Audunbakken. Første år Audunbakkenfestivalen blev afholdt var det hjemme hos Audun, på denne bakke. Deraf navnet.

## Besøgstal
Fra festivalens første år (2003) er antallet af publikummere steget for hvert år. Kapaciteten på området ligger på ca. 1600 publikummere.
- 2003: 30 publikummere
- 2004: 400 publikummere
- 2005: 600 publikummere
- 2006: 800 publikummere

## Artister som har spillet på Audunbakkenfestivalen
- 2003: Råtass, Nakkeskudd og Iron Donkey
- 2004: Goldcrush, Aurora Plasticmonster, Råtass, Royal Porn Celebrities, Nakkeskudd, 6 Feet Thunder, Rickshaw Testpilot og One Way Straight
- 2005: Kevin Bates, Electric Ladyland, Movie, Freeshine, Superfamily og Silver
- 2006: Taiis, Far From Tellus, Davy Jones Locker, Aurora Plasticmonster, Girl From Saskatoon, Rex Rudi, The Cheaters og Surferosa. (The Apple Falls og Grand Island utgikk grunnet sykdom)